# 坂本梨奈
坂本 梨奈（さかもと りな、1996年10月13日 - ）は、神奈川県出身のアイドル。女性アイドルグループ「仮面女子」の元メンバーであり、「アリス十番」の卒業メンバー。派生ユニット「ぴゅあふる」の元メンバー。仮面女子時代の芸名は坂本舞菜（さかもと まな）だったが、2022年4月より坂本梨奈に改名、女性アイドルグループ「BOCCHI。」（ボッチ。）のメンバーの一員として活動開始した。
元アリスプロジェクト所属。同じ仮面女子内のメンバーである楠木まゆ、小島夕佳、窪田美沙と共に「ピンククラッカーズ」としてYouTuberとしても活動していた。

## 人物
幼いころはバレエを5年間習っていた。
中学は3年間吹奏楽部に所属。トランペット奏者である父親がいるがパーカッション担当になる。
高校は途中から通信制の高校に入学。
顔の美容整形手術を公にしており、涙袋、奥二重を二重にする二重埋没法など全部で8か所、総額およそ80万円の美容整形をしている。

## 略歴

### 2013年
- 3月17日、アリスプロジェクト入所[3]。
- 4月14日、OZ研究生として活動を始める[4]。
- 4月30日、個人ブログ[5]を開設。
- 6月30日、夜の部にてステージデビュー前にもかかわらず「夏だね☆」の落ちサビを披露。
- 8月11日、スライムガールズとしてステージデビュー、リーダーに選ばれる。
- 10月22日、新宿大久保公園にて行われる大つけ麺博にてトッピングガールズ☆FINALに加入、もやし担当として活動した。

### 2014年
- 4月23日、日本テレビ「ものまねグランプリ」に初出演。
- 5月3日、OZのかかし担当としてデビュー。
- 7月11日、この日発売の映画「アリスの神隠し」にて幻のユニット「はくな☆またた」として出演。
- 8月26日 - 9月15日、池袋西口公園にて「肉汁祭　ギョーザvsからあげグランプリ」を盛り上げるユニット、肉汁ガールズとして活動した。
- 9月23日、日本テレビ「ものまねグランプリ」にてものまね4姉妹として出演。

### 2015年
- 4月25日、仮面女子候補生,OZを卒業、スチームガールズに加入。
- 4月26日、ニコニコ超会議にて仮面女子に加入。
- 7月18日、派生ユニット「ぴゅあふる」に加入。

### 2016年
- 8月28日、日本テレビ系『24時間テレビ 愛は地球を救う39』の『有吉反省会』パートにて、「指原そっくり軍団」の一人として憧れである指原莉乃と共演。
- 9月14日、テレビ東京系「マスカットナイト」にて整形をカミングアウト。

### 2017年
- 4月24日、インターネットテレビ局 abemaTVで放送された「おぎやはぎの『ブス』テレビ 」にてバストがBカップからDカップになったと発言[6]。
- 10月27日、仮面女子の窪田美沙、北村真姫、楠木まゆ、小島夕佳と共に「ピンククラッカーズ」を結成。YouTuberの活動を始める。
- 10月度月間ヲタク満足度1位になり渋谷のビジョンに映る。
- 11月25日、仮面女子☆超組閣にてずっと憧れだったアリス十番に昇格が発表。
- 福井県鯖江市のPR大使に仮面女子の一員として就任。

### 2018年
- 1月20日、アリス十番に加入。
- 2月25日、アキバコレクションvol.10にて自身初となるランウェイを歩く。
- 3月29日、YouTubeにて2回目の整形を決意した動画をあげる。
- 4月9日、福井県鯖江市の美化課長に就任。
- 4月14日、TBSテレビの「ジョブチューン」にて憧れの指原莉乃と2回目の共演。
- 5月19日、アキバコレクションvol.11 にて自身2回目となるランウェイを歩く。
- 10月2日、TBSテレビの｢明日は我がミーティング｣に出演。
- 10月17日、アリス十番、仮面女子を卒業するブログを書く[7]。
- 12月2日、アリス十番、仮面女子を卒業。
- 12月7日、アイドル人生最後の撮影会を終えアイドル人生の幕を閉じる。引退後は心室頻拍の治療に入る[8]。

### 2020年
- 9月22日 森カノンと共にYouTubeチャンネル「MMM（スリーエム）」を開設[9]、10月1日から始動。10月16日に「スポットライト症候群（シンドローム）」へ改名[10]。

### 2022年
- 4月29日、坂本梨奈と改名　アイドルグループ　BOCCHI。（ボッチ。）の一員として活動開始[11]。
- 9月17日、ぴゅあふる・アリス十番の元メンバーでアリスプロジェクトの運営会社クリーブラッツのマネージャーを務めた月村麗華の『退社式』（会場：浅草公会堂）に、旧芸名の坂本舞菜名義で「仮面女子☆OG」の一人として出演[12][13]。

## 趣味・特技
- バレエ、ドラム、打楽器
- 指原莉乃と中井りかが大好き
- YouTubeをみること

## コール、サイリウムカラーなど
- コール「キラキラ全開　まなちゃん」　(きらきらぜんかい　まなちゃん)　さーかーもーとー　まなちゃん
- サイリウムカラー：黄色
- 推し界隈名：まなまなを愛する会

## ユニット活動
- OZ研究生 (2013年4月14日 - )
- スライムガールズ (2013年8月13日　-　2014年5月2日)
- トッピングガールズ☆FINAL (2013年10月6日　-　11月6日)
- OZ (2014年5月3日 - 2015年4月25日)
- 肉汁ガールズ (2014年8月26日 - 9月15日)
- スチームガールズ (2015年4月25日 - 2018年1月19日)
- 仮面女子 (2015年4月26日 - 2018年12月2日)
- ピンククラッカーズ (2017年10月27日 - 2018年12月7日)
- ぴゅあふる (2015年7月20日 - 2018年12月1日)
- アリス十番 (2018年1月20日 - 2018年12月2日)

## 出演

### バラエティ
- 24時間テレビ 愛は地球を救う39「有吉生反省会 これが私の生きる道で大丈夫!? 一斉取締りSP」（2016年8月28日、日本テレビ） - 「指原そっくり軍団」の一人として

### BOCCHI。
- 坂本梨奈 BOCCHI。 (@sakamotia34) - X（旧Twitter）
- 坂本梨奈 (@sakamotia34) - Instagram
- 坂本梨奈 (@sakamotia34) - TikTok

### 仮面女子
- 公式プロフィール - アリスプロジェクト - ウェイバックマシン（2013年4月26日アーカイブ分）[リンク切れ]
- 坂本舞菜オフィシャルブログ「まーちゃんふぇいす☆」 - Ameba Blog
- 坂本舞菜 : 仮面女子 (@sakamoto__mana) - X（旧Twitter） - 2012年4月 - 2018年12月